# Pāvan Makr
Pāvan Makr (persiska: Bāvon Makr, پاون مکر) är en ort i Iran.   Den ligger i provinsen Kermanshah, i den västra delen av landet, 500 km väster om huvudstaden Teheran. Pāvan Makr ligger 743 meter över havet och antalet invånare är 132.
Terrängen runt Pāvan Makr är huvudsakligen kuperad. Pāvan Makr ligger nere i en dal. Runt Pāvan Makr är det ganska tätbefolkat, med 54 invånare per kvadratkilometer. Närmaste större samhälle är Gīlān-e Gharb, 16,1 km norr om Pāvan Makr. Omgivningarna runt Pāvan Makr är i huvudsak ett öppet busklandskap.